# Benjamín Muñoz Gamero
Pour les articles homonymes, voir Muñoz, Gamero et Péninsule Muñoz Gamero.
Benjamín Muñoz Gamero, né à Mendoza, en Argentine le 31 mars 1817 et mort à Punta Arenas au Chili le 3 décembre 1851, est un officier de marine et homme politique chili du XIXe siècle. Sénateur et gouverneur de Punta Arenas, sur le détroit de Magellan, il est tué pendant la mutinerie de Cambiazo (en) pendant la révolution chilienne.
Son nom a été donné à la péninsule Muñoz Gamero.

## Sources et bibliographie
- (es) Fernando Castillo Infante, Lia Cortés, Jordi Fuentes, Diccionario Histórico y Biográfico de Chile. Editorial Zig-Zag, Santiago du Chili, 1996, p. 331–332.